# ميودراغ بيرونوفيتش
ميودراغ بيرونوفيتش (مواليد 10 ديسمبر 1957) هو ملاكم من الجبل الأسود، مثّل بلاده في الألعاب الأولمبية الصيفية 1980.

## روابط خارجية
ميودراغ بيرونوفيتش على موقع بوكس ريك (الإنجليزية) (registration required)
- ميودراغ بيرونوفيتش على موقع أوليمبيديا (الإنجليزية)